# 臼杵勲
臼杵 勲（うすき いさお、1959年 - ）は、日本の歴史学者、考古学者。札幌学院大学人文学部人間科学科教授。日本における北東アジア中世遺跡の考古学的研究の第一人者。

## 経歴
1959年、北海道札幌市で生まれた。明治大学文学部を卒業し、筑波大学大学院歴史人類学研究科に進学した。
1992年より奈良国立文化財研究所研究員として勤務。2000年より文化庁記念物課文化財調査官。退官後、2003年より札幌学院大学人文学部に移り、助教授を経て教授昇格。2002年3月、学位論文『東北アジアの古代社会：極東の鉄器時代』を国学院大学に提出して歴史学博士の学位を取得した。 

## 研究領域・業績
主に東アジア・北東アジアの歴史文化を研究テーマとしている。近年は、ロシア沿海地方の金朝・東夏城郭調査、モンゴル・契丹城郭調査など現地で発掘調査を多く実施している。

## 著作
著書
- 『鉄器時代の東北アジア』同成社 、2004
- 『東アジアの中世城郭：女真の山城と平城』吉川弘文館(城を極める) 2015 [1]

共編著
- 『北方世界の交流と変容 中世の北東アジアと日本列島』天野哲也・菊池俊彦共編 山川出版社 2006
- 『草原の王朝・契丹国〈遼朝〉の遺跡と文物　内蒙古自治区赤峰市域の契丹遺跡・文物の調査概要報告書2004～2005』(契丹国(遼朝)の総合的研究) 前川要と共監修、武田和哉・高橋学而・澤本光弘・藤原崇人執筆、武田和哉編 勉成社 2006
- 『中世東アジアの周縁世界』天野哲也・池田榮史共編 同成社 2009
- 『金・女真の歴史とユーラシア東方』(アジア遊学233) 古松崇志・藤原崇人・武田和哉共編 勉誠社 2019

論文
- CiNii(臼杵勲論文)
- 「北東アジアから見た日本の中世城郭」『ふる里なんぶ』14, 2020年, 1-8頁doi.
- 「チャシコツ岬上遺跡と神功開寶」『日本考古学』55, 日本考古学協会, 2022年, 25-36頁.
- 「モンゴル国における匈奴とウイグルの城址」『埼玉大学紀要.教養学部』58-1, 2022年, 125-148頁. (共著)
- 「報告5 モンゴル・ロシアにおける匈奴の土城・集落遺跡の発掘と研究」『アジア流域文化研究』14, 2023年, 35-40頁doi.
- 「青銅器時代からウイグル時代の記念建造物と城址」『埼玉大学紀要.教養学部』59-1, 2023年, 75-97頁doi.
- 「匈奴時代囲壁施設の設計：タリン・ゴルヴァン・ヘレムとハルガニン・ドゥルヴルジン」『金大考古』83, 2024年, 130-138頁 doi
- 「モンゴル南部の匈奴時代からウイグル時代の城址」『埼玉大学紀要.教養学部』60-1, 2024年, 51-73頁 doi.